# کالج فورت ویلیام

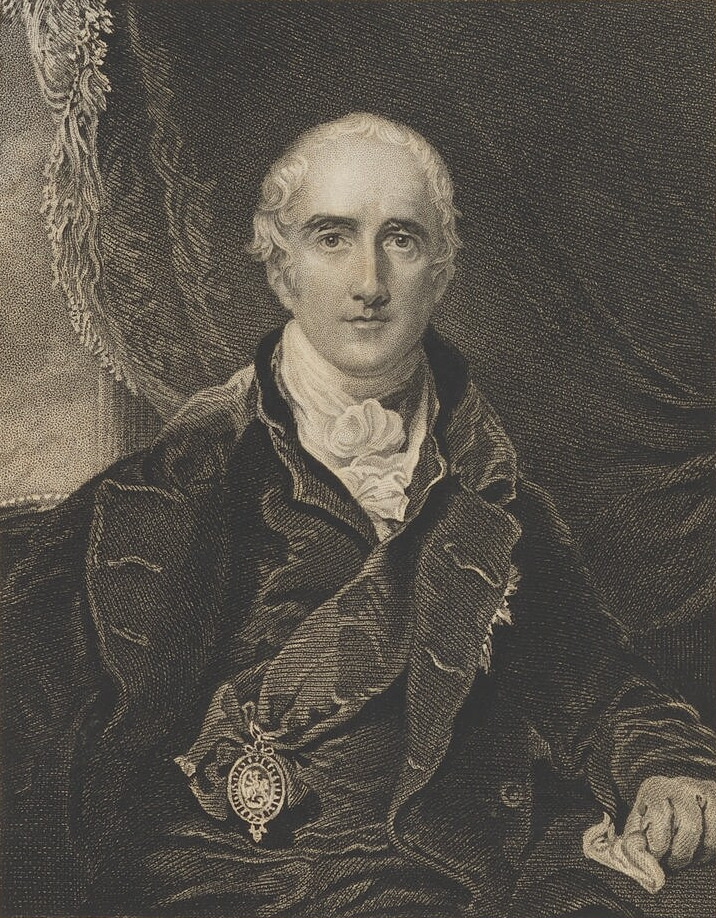
نگارهٔ ریچارد ولزلی، موسس کالج فورت ویلیام

کالج فورت ویلیام (انگلیسی: Fort William College) یک مرکز دانشگاهی شرق‌شناسی بود که از سوی نایب‌السلطنه هند ریچارد ولزلی در ۴ مه ۱۸۰۰ در شهر کلکته تأسیس شد.
هدف انگلستان از تأسیس این دانشگاه افزایش آگاهی افسران انگلیسی از فرهنگ و زبان بومیان شبه‌قاره هند بود.
محققان این دانشگاه در غنای زبان اردو مشارکت کلیدی داشتند و تألیف به زبان اردو بیشتر شد. پیامد این حرکت، ترجمهٔ داستانهای فارسی به زبان اردو بود که بیشتر طیفهای مردمی را به سوی خود جلب کرد. به عقیدهٔ برخی قطع نفوذ زبان فارسی و فرهنگ آن در راج بریتانیا محور اصلی سیاست انگلستان بوده‌است.